# Џон Димаџио
Џон Димаџио (енгл. John DiMaggio; Норт Плејнфилд, 4. септембар 1968) је амерички глумац. Најпознатији је по улози (тј. гласу) робота Бендера у Футурами. У тој серији је дао гласове и бројним другим ликовима. Од улога изван Футураме може се издвојити улога Рика у Пингвинима са Мадагаскара.
Давао је гласове и ликовима у неколико видео игара (Gears of War, Tekken 6), као и у синхронизацији неколико анимеа (Afro Samurai, Принцеза Мононоке).